# Świadkowie Jehowy w Nikaragui

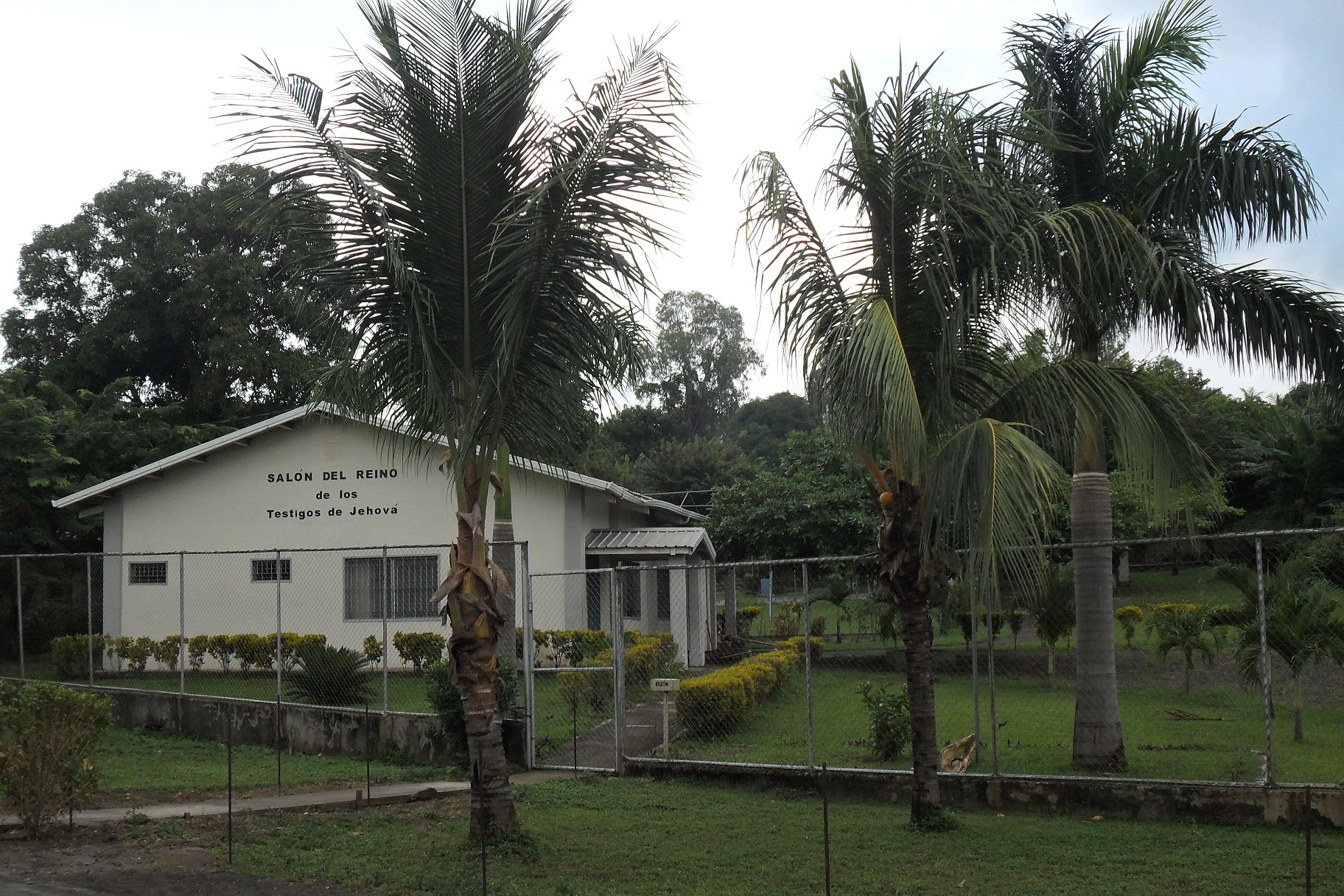
Jedna z Sal Królestwa w Nikaragui

Świadkowie Jehowy w Nikaragui – społeczność wyznaniowa w Nikaragui, należąca do ogólnoświatowej wspólnoty Świadków Jehowy, licząca w 2023 roku 28 843 głosicieli, należących do 466 zborów. Na dorocznej uroczystości Wieczerzy Pańskiej w 2023 roku zgromadziło się 81 770 osób (ok. 1,4% mieszkańców). Działalność miejscowych głosicieli koordynuje Środkowoamerykańskie Biuro Oddziału w El Tejocote na przedmieściach stolicy Meksyku. Biuro Krajowe znajduje się w Managui. Sala Zgromadzeń znajduje się w Ticuantepe, gdzie znajduje się również jeden z 17 ośrodków szkoleń biblijnych na świecie.

## Historia

### Początki
W 1934 roku przyjezdna pionierka rozpowszechniała publikacje Świadków Jehowy. W 1943 roku działalność kaznodziejską prowadziły trzy osoby.
28 czerwca 1945 roku do Managui przyjechali misjonarze, Francis i William Wallace, absolwenci 1. klasy Biblijnej Szkoły Strażnicy – Gilead. Zapoczątkowali oni w Nikaragui zorganizowaną działalność kaznodziejską i utorowali drogę kolejnym misjonarzom. W służbie często posługiwali się gramofonem, odtwarzając nagrane wykłady biblijne. W październiku do kraju przybyły dwa małżeństwa misjonarzy i wkrótce zorganizowano serię wykładów publicznych. Na pierwszy z nich przybyła grupa ponad 40 osób. W domu misjonarskim rozpoczęto przeprowadzać zebrania zborowe. Z czasem domy misjonarskie utworzono w miastach: Jinotepe, Masaya, León, Bluefields, Granada i Matagalpa.
W 1946 roku Świadkami Jehowy została pierwsza grupa Nikaraguańczyków, wśród których byli: Arnoldo Castro, Evarist Sanchez i Lorenz Obregon. W kwietniu 52 osoby uczestniczyły w uroczystości Wieczerzy Pańskiej. W tym samym miesiącu do kraju przyjechali z wizytą Nathan H. Knorr i Frederick W. Franz. Nathan Knorr wygłosił wykład publiczny „Weselcie się, narody”, który na język hiszpański tłumaczył Frederick Franz. Wykładu wysłuchało 158 zgromadzonych osób. Podczas wizyty utworzono Biuro Oddziału, a sługą oddziału został William Eugene Call, skierowany do Nikaragui z Kostaryki. W roku 1947 zanotowano liczbę 36 głosicieli, a rok później 144.
W lipcu 1949 roku do kraju przybyło małżeństwo Phyllis i Sydney Porterowie, absolwenci 12. klasy Szkoły Gilead. Sydney Porter został mianowany nadzorcą obwodu, który swoim zasięgiem obejmował cały kraj.
17 października 1952 roku przedstawiciel Urzędu Imigracyjnego, z poduszczenia duchownych wprowadził zakaz działalności Świadków Jehowy. 19 listopada 1952 roku Donovan Munsterman, sługa oddziału, usłyszał od kapitana Arnolda Garcíi, naczelnika Urzędu Imigracyjnego, że Świadkom Jehowy w Nikaragui „zakazuje się dalszego głoszenia swoich nauk i prowadzenia działalności religijnej”, a jako powód takiej decyzji podano rzekome popieranie komunizmu. Munsterman złożył odwołania skierowane do Ministerstwa Wyznań i prezydenta kraju, Anastasia Somozy Garcíi. Gdy te działania nie przyniosły rezultatów, złożono apelację do Sądu Najwyższego. 19 czerwca 1953 roku Sąd Najwyższy w jednogłośnym wyroku uchylił zakaz działalności.

### Rozwój działalności
W roku 1966 w stolicy odbył się kongres międzynarodowy pod hasłem „Synowie Boży – synami wolności” z udziałem 1654 osób, a 71 osób zostało ochrzczonych. W kraju działało 824 głosicieli. W 1967 roku do Nikaragui przybyli misjonarze z 44. klasy Szkoły Gilead.
Gdy po północy 23 grudnia 1972 roku stolicę nawiedziło gwałtowne trzęsienie ziemi, nikt spośród ponad 1000 Świadków Jehowy mieszkających w Managui nie zginął, jednak 80% z nich straciło domy. W ciągu 22 godzin współwyznawcy z Hondurasu, Kostaryki i Salwadoru dostarczyli do nikaraguańskiego Biura Oddziału ciężarówki z żywnością, wodą, lekami i odzieżą. Poszkodowanym udzielono też innej niezbędnej pomocy. Odbudowano lub wyremontowano domy głosicieli i Sale Królestwa. Jednak jeszcze w roku 1974 większość spośród 14 zborów w Managui i najbliższej okolicy zgromadzało się w Salach Królestwa, w których widoczne były ślady po trzęsieniu ziemi.
W 1974 roku przy ulicy El Raizón, 16 kilometrów na południe od centrum stolicy, powstała nowa siedziba Biura Oddziału oraz dom misjonarski. Rok później zanotowano 2689 głosicieli, a 417 osób zostało ochrzczonych. W dniach od 30 grudnia 1978 roku do 3 stycznia 1979 roku w Managui odbył się kongres pod hasłem „Zwycięska wiara”, w którym uczestniczyły 7083 osoby. Było to ostatnie ogólnokrajowe zgromadzenie przed okresem restrykcji.
W okresie rewolucji w Nikaragui życie straciło trzech Świadków Jehowy. Wielu innych straciło dach nad głową bądź swoje mienie.

### Ograniczenie swobody działalności
Po objęciu władzy przez sandinistów w kraju zaszły znaczące zmiany. Nowe władze nie respektujące neutralnego stanowiska Świadków Jehowy zaczęły utrudniać ich działalność. Urząd Celny wstrzymywał transporty literatury do kraju. W wyniku nowych przepisów wszystkie organizacje cywilne i religijne ponownie musiały ubiegać się o prawną rejestrację. W rezultacie w 1981 roku Świadkom Jehowy odebrano osobowość prawną, a wnioski dotyczące ponownej rejestracji pozostawały bez odpowiedzi. We wrześniu 1981 roku aresztowano nadzorcę obwodu Andrew Reeda oraz jego żonę, których poddano wielogodzinnym przesłuchaniom i presji, oczekując od Andrew przyznania się do współpracy z CIA. W końcu zostali oni deportowani do Kostaryki. W czasie obowiązywania ograniczeń nadzór nad działalnością w Nikaragui przejęło Biuro Oddziału w Kostaryce, a w kraju działał Komitet Kraju w którym usługiwali Alfonso Joya oraz Agustín Sequeira.
Po tym wydarzeniu Komitet Oddziału zaczął szkolić miejscowych głosicieli do przejęcia nadzoru nad działalnością w kraju, na wypadek gdyby biuro zostało zamknięte, a zagraniczni misjonarze deportowani. Rozpoczęto szkolenia dla nadzorców podróżujących i ich zastępców, zorganizowano zajęcia Kursu Służby Królestwa dla starszych oraz znacznej części sług pomocniczych, przeprowadzono także Kurs Służby Pionierskiej. W grudniu 1981 roku po zerwaniu umowy na wynajem stadionu w mieście Masaya przez władze centralne, zgromadzenie okręgowe pod hasłem „Lojalność wobec Królestwa” przeprowadzono na udostępnionej przez współwyznawczynię pobliskiej kurzej fermie.
20 marca 1982 roku, przed godziną 7 rano Biuro Oddziału i dom misjonarski otoczyli uzbrojeni żołnierze wraz z urzędnikami imigracyjnymi. Ponieważ koordynatorowi Komitetu Oddziału, Reinerowi Thompsonowi, udało się wymknąć do telefonu, zdążył on ostrzec inne domy misjonarskie. 9 misjonarzy zostało wywiezionych w mniejszych grupach do Kostaryki. Natomiast ostrzeżeni misjonarze zabezpieczyli offsetową maszynę drukarską oraz inne sprzęty z domów misjonarskich. Jeszcze tego samego dnia grupa 10 misjonarzy z domów misjonarskich została deportowana do Panamy. W kraju pozostało małżeństwo brytyjskich misjonarzy deportowanych kilka miesięcy później. Z czasem deportowano w sumie 21 misjonarzy.
Ponieważ w latach 1982–1990 Świadkom Jehowy poważnie ograniczono swobodę działalności oraz ściśle ją kontrolowano, zebrania organizowano w małych grupach lub w nieoznakowanych Salach Królestwa. Również zgromadzenia okręgowe i obwodowe odbywały się w mniejszych grupach i miały skrócony program, który przedstawiali miejscowi starsi i słudzy pomocniczy. Członkowie Komitetu Kraju oraz nadzorcy podróżujący starali się być na nich obecni. Zdarzały się też próby przerywania zgromadzeń przez wojsko. W roku 1982 w Nikaragui działało 4477 głosicieli.
W lipcu i sierpniu 1982 roku grupy, liczące do 500 osób, należących do komitetów CDS (Sandinistowskich Komitetów Obrony) przy współpracy ze służbą bezpieczeństwa zajęły Sale Królestwa, Salę Zgromadzeń oraz Biuro Oddziału. I choć nigdy nie wydano nakazu zajęcia obiektów Świadków Jehowy, to spośród 50 Sal Królestwa w Nikaragui 35 zostało odebranych. Mimo wielokrotnych wniosków o zwrot własności Sal nie udało się odzyskać. Wielu starszych, w tym również członków Komitetu Kraju, przetrzymywano od jednego dnia do kilku tygodni w aresztach, gdzie się nad nimi znęcano. W 1983 roku wprowadzono powszechną Patriotyczną Służbę Wojskową, do której kierowano mężczyzn w wieku od 17 do 26 lat. W wyniku odmowy pełnienia służby wojskowej Świadkowie Jehowy trafiali na 2 lata do więzień.
Ponieważ nie można było sprowadzać literatury biblijnej, początkowo korzystano z usług firm komercyjnych. Później uznano, że bezpieczniej będzie drukować literaturę we własnym zakresie w ukrytych miejscach. Najpierw wykorzystywano do tego celu offsetową maszynę drukarską, ukrytą przez misjonarzy, a po jej wykryciu i konfiskacie zaczęto korzystać z powielaczy, naprawianych własnym sumptem. Przez cały ten okres władze wykryły i zamknęły tylko jedną drukarnię. Druk literatury w domowych warunkach trwał do maja 1990 roku.
Pod koniec 1979 roku wśród osadzonych w więzieniu dysydentów politycznych oraz członków rozgromionej Gwardii Narodowej znalazł się głosiciel, który zanim został Świadkiem Jehowy, służył w wojsku. Więźniowie ci otrzymywali wysokie wyroki, nawet do 30 lat więzienia, które odbywali w więzieniu Cárcel Modelo. Rozpoczął on głosić współwięźniom, a z niektórymi prowadził studia biblijne. Wkrótce grupa więźniów studiujących Biblię liczyła 12 osób, a z czasem przyłączali się kolejni. W więzieniu organizowali zebrania oraz głosili „od celi do celi”. W listopadzie 1982 roku pierwszy z tej grupy więźniów przyjął chrzest. Do 17 marca 1989 roku, gdy ostatni głosiciele opuścili Cárcel Modelo, ochrzczono w nim co najmniej 34 więźniów, 43 osoby były głosicielami, prowadzono 80 studiów biblijnych, a w cotygodniowych zebraniach przeciętnie uczestniczyły 83 osoby. Wszyscy głosiciele po wyjściu na wolność zasilili miejscowe zbory.

### Zniesienie ograniczeń
Gdy w 1990 roku uchylono ograniczenia nałożone na Świadków Jehowy działalność kaznodziejską w kraju prowadziło 7894 głosicieli. Zniesiono również powszechny obowiązek pełnienia służby wojskowej. We wrześniu Ian Hunter, który wcześniej usługiwał w Komitecie Oddziału w Gwatemali, został nowym koordynatorem Komitetu Kraju, a na biuro zaadaptowano dom położony na przedmieściach stolicy. Pod koniec roku 1990 i na początku 1991 do Nikaragui powróciło małżeństwo misjonarzy usługujące w Hondurasie oraz przybyli nowi, absolwenci 1 klasy meksykańskiej filii Szkoły Gilead.
W lutym 1991 roku w miejsce Komitetu Kraju utworzono Komitet Oddziału, a 1 maja tego roku oficjalnie otworzono Biuro Oddziału. W kwietniu 1990 roku złożono wniosek do nowego rządu o rejestrację prawną Świadków Jehowy, który cztery miesiące później został rozpatrzony pozytywnie. Tym samym Towarzystwo Strażnica uzyskało status misji międzynarodowej. Pozwoliło to na swobodne działanie oraz korzystanie z ulg podatkowych przysługujących organizacjom niedochodowym. Do Krajowego Komitetu Restytucji Skonfiskowanego Mienia złożono prośbę o zwrot wszystkich utraconych obiektów. Po długotrwałym i skomplikowanym procesie odzyskiwania mienia z utraconych 35 Sal Królestwa zwrócono 30, a za pozostałe Świadkom Jehowy przyznano rekompensatę w postaci obligacji skarbu państwa.
W 1998 roku przeprowadzono akcję ratowniczą dla współwyznawców poszkodowanych przez huragan Mitch. Pomoc nadesłali współwyznawcy z Kostaryki i Panamy. Przez następnych kilka miesięcy ochotnicy pracowali przy naprawach Sal Królestwa oraz budowie nowych domów dla głosicieli.
Na terenach regionów autonomicznych Atlántico Norte i Atlántico Sur zamieszkałych głównie przez Indian Miskito i metysów działalność kaznodziejską podjęto w roku 1946. Od 1994 roku na tych rozległych terenach podczas pory suchej Biuro Oddziału zaczęło organizować coroczne, trwające 4 miesiące, kampanie głoszenia. W roku 2002 działało tam 7 zborów i 9 grup, do których należało 400 głosicieli.
Od 1993 roku do Nikaragui skierowano grupy absolwentów Kursu Usługiwania z Meksyku, Portoryko i Salwadoru oraz 11 nadzorców podróżujących z Meksyku. W latach 1993–2002 do kraju skierowano 58 absolwentów Szkoły Gilead, mieszkających w 6 domach misjonarskich. Do kwietnia 2002 roku do kraju przeniosło się również 289 pionierów pochodzących z 19 krajów.
W dniach od 24 do 26 grudnia 1999 roku na Narodowym Stadionie Baseballowym w Managui zorganizowano kongres pod hasłem „Prorocze słowo Boże”, w którym uczestniczyło 28 356 osób, a 784 osoby zostały ochrzczone. Był to do tamtego czasu największy chrzest w dziejach Świadków Jehowy w tym kraju.
W 2002 roku w Nikaragui działało 16 676 głosicieli należących do 264 zborów i 31 grup na oddaleniu podzielonych na 17 obwodów. Na początku roku 2002 w Komitecie Oddziału usługiwali: Ian Hunter, Agustín Sequeira, Luis Antonio González i Lothar Mihank. W tym czasie rodzina Betel liczyła 37 osób różnych narodowości.
4 grudnia 2004 roku otworzono nową siedzibę Biura Oddziału w Managui, a także zadaszony amfiteatr na Salę Zgromadzeń dla 2400 osób. W uroczystości uczestniczył, członek Ciała Kierowniczego Samuel Herd, który wygłosił okolicznościowe przemówienie. Przy Biurze Oddziału utworzono Służbę Informacji o Szpitalach, koordynującą działalność trzech miejscowych Komitetów Łączności ze Szpitalami.
W 2007 roku zanotowano liczbę 20 150 głosicieli. Od 2010 roku nadzór nad działalnością Świadków Jehowy w Nikaragui przejęło meksykańskie Biuro Oddziału. W kwietniu 2014 roku zorganizowano pomoc humanitarną dla poszkodowanych przez trzęsienie ziemi, pod koniec listopada 2016 roku – przez huragan Otto, a w listopadzie 2020 roku przez huragany Eta oraz Iota. W roku 2020 zanotowano liczbę 29 594 głosicieli.
Z powodu pandemii COVID-19 zaplanowany na styczeń 2021 roku kongres specjalny pod hasłem „Zawsze się radujcie!” w Managui został odwołany.
Działalność kaznodziejska prowadzona jest także na 365 wyspach jeziora Nikaragua. Literatura biblijna jest dostępna także w językach mayangna i miskito. Na terenach zamieszkanych przez mniejszą liczbę głosicieli, prowadzone są specjalne kampanie kaznodziejskie. Zebrania zborowe odbywają się w języku hiszpańskim, nikaraguańskim migowym, angielskim, angielskim kreolskim (Ameryka Środkowa), chińskim i miskito. W 2019 roku w Nikaragui funkcjonowało 266 Sal Królestwa.